# W środku lata
W środku lata – polski film psychologiczny z 1975 roku.

## Obsada
- Teresa Budzisz-Krzyżanowska – Elżbieta Grońska
- Andrzej Chrzanowski – Adam Groński
- Jerzy Trela – „nieznajomy”
- Zbigniew Bielski – robotnik leśny
- Stanisław Michalski – gajowy
- Marek Walczewski – „długonos”
- Ryszard Pietruski – weterynarz Jeremi Burda